# Українці в Італії
Українці в Італії — національна меншина етнічних українців, що проживають в Італії, складова частина української діаспори, одна з найчисельніших етнічних груп в Італії. Кількість українців, що офіційно мають посвідку на проживання в Італії , — 234 058 особа (станом на 1 січня 2019 року). У складі діаспори можна виділити дві різні за складом та чисельністю категорії. Найбільша з них — трудові мігранти, які прибувають до Італії на заробітки від середини 1990-х років. Переважна більшість із них працює у сфері соціального захисту, доглядаючи літніх та хворих людей, і перебуває в Італії тимчасово. Друга, вельми нечисленна категорія — італійці українського походження, так звані «італійські українці», а також представники католицького духовенств. Точних даних про їх чисельність немає, наприкінці 1990-х років таких «італійських українців» було близько 250 осіб.

## Історія
Про українську присутність у Ватикані та Італії існують історичні свідчення. У Ватиканській бібліотеці зберігаються найдавніші українські пам'ятки: листи Папи Григорія VII до Київського князя Ізяслава, датовані 1075 роком, служебник і будинок Київського митрополита Ізидора XV століття, документи Берестейської унії. Ректором Болонського університету був у XIV ст. Юрій Дрогобич, навчався Петро Могила та багато відомих українців. В університеті Падуї з XIV по XVIII століття навчалося близько 600 студентів з України. Серед них — полковник Богдана Хмельницького — Станіслав Морозенко.
Перша українська колонія в Римі з'явилася наприкінці XVI століття. Це були студенти, що навчалися в Грецькій колегії (поблизу площі Іспанії), серед яких був український богослов, письменник, поет, математик, філософ, ректор Київської академії Феофан Прокопович.
Багато місць у Ватикані та в Італії пов'язано з іменами митрополита Андрія Шептицького та кардинала Йосипа Сліпого.
У передмісті Палермо на Сицилії є цікава згадка про українських козаків, датована 1622 роком. Врятувавшись із турецької неволі, українські козаки прибули сюди на тривесельному човні. Оселились, збудували церкву на честь покровительки Сицилії Святої Розалії. Про цю подію нагадує відповідний надпис на мармуровій дошці і прикріплена поруч срібна модель тривесельного козацького човна.
Багато українців перебувало у Флоренції, зокрема, Михайло Драгоманов та Семен Гулак-Артемовський. У Мілані навчалася українська оперна співачка Соломія Крушельницька. У Римі на вулиці Сістіна в 1838 — 1842 роках жив Микола Гоголь. В елітному кафе «Греко», що було місцем зустрічей письменників та художників, зберігається його мініатюрний портрет.

## Сучасність

Пам'ятник Шевченкові в Римі

Станом на середину 2010-ті років у Італії діє близько 100 українських асоціацій, при Посольстві України в Італії створено Громадську раду представників українських асоціацій.
Центром духовного життя сучасної Української громади в Римі є комплекс інституцій на північно-західній околиці міста. Передусім це — розбудований стараннями патріарха Йосипа Сліпого в 1967 — 1969 рр. собор Святої Софії, за стилем та мозаїчним оздобленням близький до Святої Софії Київської. Поруч — Український католицький університет (УКУ) імені Папи Климента та Українська Мала Семінарія. У приміщенні УКУ є архів, де зберігаються рукописи та інші цінні документи, наприклад, особистий паспорт родини Михайла Грушевського. У Святій Софії проводяться богослужіння, які відвідують українські мігранти-заробітчани. У співпраці з Латинською Церквою Українська Греко-Католицька Церква опікується українськими заробітчанами, проводячи богослужіння українською мовою в католицьких храмах більш як 50 міст Італії. Богослужіння відправляють українські студенти римських університетів, які поєднують навчання з пасторською діяльністю.

## Українські ЗМІ
В Італії виходить ряд україномовних періодичних видань, а також спостерігається бурхливий розвиток Інтернет — сторінок.

### Друковані видання
Найбільша україномовна газета, що розповсюджується по усій території Італії, — «Українська газета в Італії», заснована у лютому 2006 року (з 2008 року діє вебсторінка). Це інформаційно-аналітичне видання, яке має наклад 23 000 примірників. Однак найважливішим завданням газети є допомога у суспільній інтеграції українців в Італії, зокрема, сприяння юридичній освіченості читачів.
Найдавнішим україномовним виданням в Італії є часопис «До світла», який виходить за сприяння Української греко-католицької церкви та розповсюджується серед українців в усіх регіонах Італії.
Першим періодичним виданням для українських емігрантів у Західній Європі, є газета «Європейський українець», що виходить в Іспанії, Португалії, Італії, Франції, Греції, Німеччині та Польщі.
Раз на кілька місяців виходить журнал «Український голос в Італії».
У 2000-х роках деякий час у Римі виходила газета «Форум», український громадсько-політичний тижневик «Міст», вийшло кілька номерів газети «Українські вісті». Також час від часу виходили такі локальні видання, як «Калина» (м. Салерно, 2002—2003 роки), «Без кордонів» (м. Салерно, 2009 рік), «Вісник» (м. Рим, 2006—2007 роки), «Ластівка» (2005—2006 роки).
Окрім суто україномовних видань, деякі іншомовні газети публікують вкладки українською мовою. Італійська газета «Оттопаджіне» (м. Авелліно) друкує одну сторінку українською із її перекладом на італійську мову. Російськомовні газети «Слово» (м. Мілан) та «Наша газета» (м. Неаполь) виходять із україномовними вкладками, у яких, здебільшого, розповідають про події у громаді та публікуються листи читачів.

### Інтернет-видання
У березні 2008 року відкрився перший сайт української спільноти в Італії «Лелеки» (www.leleky.org), який має інформаційний характер. Також діє сайт Української греко-католицької церкви в Італії www.chiesaucraina.it.

### Телебачення
З 13 листопада 2010 року в телеефірі Італії діє Babel TV (www.babel.tv) — супутниковий телеканал, присвячений шести найбільшим іноземним громадам в Італії: українській, марокканській, румунській, албанській, латиноамериканській та філіппінській. Субота на Babel TV присвячена Україні та українській спільноті в Італії. В ефірі каналу транслюються програми, художні та документальні фільми українською та російськими мовами із італійськими субтитрами, даються уроки італійської, юридичні поради для кращої інтеграції в італійське суспільство. Головним продуктом каналу є щотижнева програма «Babzine — Ucraina», що виходить щосуботи о 20.30. Завідувач української редакції — Маріанна Сороневич.

### Радіомовлення
В Італії з 10 вересня 2015 року діє вебрадіо Colorsradio, що транслює ефіри на 24 мовах, зокрема, українською. На цій радіостанції щоп'ятниці виходить україномовна радіохвиля «Вільна».

## Українські школи
Щороку на Апенінському півострові зростає кількість українських дітей. Частина з них приїжджає завдяки возз'єднанню сімей, інші народжуються в Італії в українських чи змішаних сім'ях. В Італії діє низка суботніх та недільних шкіл, у яких діти навчаються паралельно з італійськими навчальними закладами. З 2009 року дві з цих шкіл, «Престиж» (м. Рим) та «Перша ластівка» (м. Венеція), за домовленістю з Міністерством освіти і науки України, надають можливість отримати український диплом про середню освіту.
Єдиної навчальної програми для закордонних шкіл не існує, тому ці програми розробляються та адаптуються вчителями на основ програми загальноосвітніх шкіл в Україні. Викладають у цих школах вчителі-іммігранти, безоплатно, або за невелику плату. Підручники і науково-дидактичні матеріали школи або отримують від МОН України та МЗС України, в рамках програми підтримки зв'язків з українцями за кордоном, або закупають самостійно в Україні.
Викладання ведеться українськими вчителями-іммігрантами, безоплатно, або за невелику плату. Станом на 2014 рік в Італії діє близько 25 шкіл.